# Приморский (Котельниковский район)
Приморский — посёлок в Котельниковском районе Волгоградской области, в составе Пугачёвского сельского поселения.
Население — 134 (2010)

## История
Зарегистрирован как новый населённый пункт в составе Генераловского сельского совета решением Сталинградского облисполкома от 20 марта 1959 года № 6/139. Решением Волгоградского облисполкома от 16 августа 1973 года № 20/861 включён в состав Пугачёвского сельсовета, образованного за счёт разукрупнения Генераловского сельского совета (с 2005 года — Пугачёвское сельское поселение).

## Физико-географическая характеристика
Посёлок расположен в степи, на восточном берегу Цимлянского водохранилища (на южном берегу залива убежище Чаусы). Посёлок расположен на высоте около 40 метров над уровнем моря. Близ посёлка расположена насосная станция.
Почвы — каштановые солонцеватые и солончаковые.
По автомобильным дорогам расстояние до областного центра города Волгограда составляет 190 км, до районного центра города Котельниково — 51 км, до административного центра сельского поселения станицы Пугачёвской — 4 км
Часовой пояс
Приморский, как и вся Волгоградская область, находится в часовой зоне МСК (московское время). Смещение применяемого времени относительно UTC составляет +3:00.

## Население
| 2010 |
| ---- |
| 134  |

В 2002 году численность населения составляла 140 человек.